# Prince Ali (песня)
«Prince Ali» (с англ. — «Принц Али») и его реприза — два музыкальных номера из мультфильма Disney 1992 года «Аладдин». Первую часть исполнил Робин Уильямс в своей роли Джинни, а репризу исполнил Джонатан Фриман в своей роли Джафара. Песня в исполнении Уильямса была номинирована на премию «Золотой глобус» за лучшую оригинальную песню на 50-й церемонии вручения премии «Золотой глобус» в 1993 году.
После смерти Уильямса в 2014 году первая часть песни широко транслировалась на Национальном радио Великобритании.

## Производство
В киноверсии в середине «Prince Ali» вырезано задуманное вступление к песне и два дополнительных куплета.
Soundtrack.net объясняет, как был задуман «Prince Ali (reprise)»:
«Humiliate the Boy» (с англ. — «Унизить мальчика») была последней песней, которую Эшман написал вместе с Менкеном перед его смертью. Она была исключена, потому что элементы истории и сюжеты изменились, но в основном сцена показывает, как Джафар разоблачает принца Али, чтобы он был Аладдином, и полностью смущает его в процессе, оскорбляя его желаниями (которые работали по-другому в этой старой версии сюжета). Итак, пока эта песня была исключена, Алан Менкен и новый соавтор Тим Райс написали новую песню под названием «Why Me» (с англ. — «Почему я»), чтобы позволить Джафару сохранить длинный музыкальный номер. В финале фильма все это сведено к быстрому треку «Prince Ali (reprise)».
"Humiliate the Boy" was the last song that Ashman wrote with Menken before he passed away.  It was dropped because story elements and plots changed, but basically the scene features Jafar unmasking Prince Ali to be Aladdin, and completely embarrassing him in the process by abusing him with wishes (which worked differently in this older version of the story).  So while this song was dropped, Alan Menken and new collaborator Tim Rice wrote a new song called "Why Me" in an effort to allow Jafar to keep a lengthy musical number.  In the final film, this is all condensed down to the quick "Prince Ali (reprise)" track.

## Синопсис
«Prince Ali» — яркий номер в исполнении Джина (Робин Уильямс), который представляет Аграбу принцу Али Абабве, королевскому альтер эго Аладдина, с гигантским караваном. В репризе песни Джафар (Джонатан Фриман) разоблачает Аладдина как бедного вора. В одном из ранних реприз песни в мюзикле султан объявляет жителям города о том, что его дочь Жасмин выходит замуж за принца.

## Культурные ссылки
Персонаж Джини известен своими элементами современной поп-культуры, поэтому все его песни содержат анахроничные отсылки. Во время песни Робин Уильямс имитирует комментатора Парада Благодарения («Хороши, правда Джун?»), Уолтера Бреннана и Этель Мерман.

## Критический приём
AllMusic написал: «Бравурное выступление Робина Уильямса как волшебной лампы в таких песнях, как „Friend Like Me“ и „Prince Ali“ по праву считается яркими моментами альбома».
Режиссёр/хореограф мюзикла Кейси Николо сказал, что "«Prince Ali» тоже является огромным постановочным номером, "где танцоры носят по четыре костюма каждый "". TalkingBroadway охарактеризовал эту песню как одну из трёх шоустопперов мюзикла, вместе с «Friend Like Me» и «A Whole New World». NBC New York назвал его «выделяющимся актом II».

## В популярной культуре
Эту песню можно сыграть в видеоигре Just Dance 2014.
Уилл Смит, как Джинн, исполняет песню в ремейке фильма «Аладдина» с живым действием 2019 года. Эта версия включает в себя некоторые элементы музыкального хип-хопа и внесла некоторые изменения в слова. Например, «воскресный салям» был изменён на «пятничный салям», чтобы отразить священный день ислама. Он также опускает ссылку на принца Али, имеющего рабов, заменяя его заявлением, что Али имеет «десять тысяч слуг и лакеев».

## Чарты
Версия Уилла Смита
| Чарт (2019)                            | Высшая позиция |
| -------------------------------------- | -------------- |
| New Zealand Hot Singles (RMNZ)         | 34             |
| Шотландия (OCC Scotland)               | 50             |
| South Korea (Gaon)                     | 44             |
| США (Billboard Bubbling Under Hot 100) | 15             |